# Simone Simon
Simone Simon (Béthune, Francia; 23 de abril de 1910 - París; 22 de febrero de 2005) fue una actriz francesa.

## Biografía
Simone Thérèse Fernande Simon nació en Béthune, al norte de Francia, y pasaría su infancia en Marsella, en Bocas del Ródano junto a su padre Henri Louis Firmin Champmoynat, un ingeniero francés, piloto en la II Guerra Mundial, muerto en un campo de concentración, y su madre Erma Maria Domenica Giorcelli, un ama de casa italiana. En 1931, con 20 años de edad, marcha a París donde trabajó por algún tiempo como cantante, modelo y diseñadora de moda.
Simon permaneció siempre soltera. Su camarera reveló que ella solía dar la llave de su casa a cualquier hombre por el que ella se interesaba, entre ellos George Gershwin. En la década de 1950, fue involucrada sentimentalmente con el banquero francés Alec Weisweiller, que fue uno de los patrocinadores de Jean Cocteau. Durante la Segunda Guerra Mundial mantuvo una relación con el agente doble Dusko Popov, cuyo nombre en clave era "Tricycle".
Murió en París por causas naturales a la edad de 94 años. La BBC informó por error que su edad era 93, al anotar mal el año de su nacimiento (1911). Unos días más tarde, el ministro francés de cultura Renaud Donnedieu de Vabres emitió una declaración en la que elogiaba de Simon su "encanto, su irresistible sonrisa... Con Simone Simon de paso, hemos perdido una de las más seductoras y más brillantes estrellas del cine francés de la primera mitad del siglo 20".

### Carrera
Simon hizo su debut en pantalla en 1931 con Le chanteur inconnu y en 1934 atraería la atención de todos los espectadores con su actuación en Lac aux dames del director Marc Allégret.
Su especial magnetismo ante la pantalla le abrió las puertas de Hollywood consiguiendo un contrato en la Fox. De este modo se convertía en una de las pioneras del cine europeo en Hollywood. Allí trabajaría a las órdenes de Irving Cummings, Henry King, Allan Dwan o William Dieterle. Durante este breve período actuaría en varias películas como el remake del clásico del cine mudo Seventh Heaven (Henry King, 1927) o Ladies in Love (Marie Armand, 1936). Ante el éxito moderado de estas películas regresa de nuevo a Francia en 1938 de la mano de Jean Renoir para trabajar en el papel de la perversa Séverine Roubaud en La bestia humana basada en el clásico del mismo nombre de Zola.
Al estallar la guerra, y tras la ocupación alemana, regresa de nuevo a Hollywood para trabajar esta vez en los Estudios RKO. Aquí lograría uno de sus mayores éxitos con The Devil and Daniel Webster (El hombre que vendió su alma, 1941) de William Dieterle. Su interpretación llamó la atención del productor Val Lewton, quien le ofreció protagonizar a Irena Dubrona en Cat People, 1942), un clásico del cine fantástico, dirigido por Jacques Tourneur. Simone nunca llegó a admitir que esta fuera su mejor película pues consideraba que se daba a la cámara un mayor protagonismo que a los actores. A partir de entonces le sucedieron títulos de menor éxito como The Curse of the Cat People (La venganza de la mujer pantera, 1944), Mademoiselle Fifi (Robert Wise, 1944) o Petrus (Marc Allègret, 1946), esta última ya en Europa finalizada la guerra. Volvería a alcanzar el éxito con dos películas de Max Ophüls, La ronde (La ronda, 1950) y Le Plaisir (El placer, 1952). 
A partir de entonces, sus actuaciones en el cine fueron mínimas. En 1973 interpretó su último trabajo en La dama de azul, una comedia de Michel Deville.

## Filmografía selecta
- La bestia humana (La Bete Humaine, 1938).
- El hombre que vendió su alma (All That Money Can Buy, 1941).
- Cat People (1942).
- Mademoiselle Fifi (1944).
- La ronda (La Ronde, 1950).
- El placer (Le Plaisir, 1952).